# Gloria Oyarzábal Lodge
Gloria Oyarzábal Lodge (Londres, 1971) es una fotógrafa y artista visual española, que ha desarrollado buena parte de su trabajo en África.

## Biografía
Nació en Londres, donde su padre, el diplomático Antonio de Oyarzábal, estaba asignado. Su madre es Beatriz Lodge, hija del embajador estadounidense John Davis Lodge.
Creció en un ambiente cosmopolita y solo cuando alcanzó la adolescencia se instaló en Madrid. Obtuvo primero una diplomatura en Restauración y Conservación de Obras de Arte (1993) y posteriormente se licenció en Bellas Artes por la Universidad Complutense (1998). De 2001 a 2010 fue profesora de Análisis de Formas en IADE (2001-2010). En 1999 cofundó la sala de cine independiente La Enana Marrón, dedicada a la difusión del cine de autor, experimental y alternativo, donde programó hasta su clausura en el 2009, año en que se fue a vivir a Bamako (Malí).
Volvió a Madrid en 2014 forzada por la situación del país tras un golpe de Estado, donde acabó el Máster en Creación y Desarrollo de Proyectos Fotográficos de Blankpaper.
Su obra se ha mostrado en España, Nigeria, Malí, Italia, Portugal, Alemania, Inglaterra y Países Bajos.

## Valoración de su obra
Su obra gira en torno a la percepción de «blanquitud», la revisión de los procesos de colonización, descolonización y neocolonización en la construcción de África desde el punto de vista paternalista de Occidente. A través de fotografías, imágenes de archivo y audiovisuales se coloca al espectador en un lugar incómodo en el que se le plantean nuevas preguntas. La visión feminista —identidad y representación de la mujer africana— está también muy presente en su obra.
La Picnolepsia de Tshombé es una docuficción que fue premiada con la Beca Carta Blanca 2015 con la que se busca la promoción de nuevos valores de la fotografía. Este trabajo además fue seleccionado en el Lagos Photo Festival (Nigeria) y finalista en Encontros da Imagem 2015 (Braga, Portugal) y en Nexofoto X Concurso Iberoamericano de Fotografía.
La maqueta del libro que originó este trabajo fue finalista en UNSEEN DUMMY AWARD (Holanda), Athens Photo Festival Dummy Award, Kassel Dummy Award y obtuvo Mención de Honor en Docfield Barcelona Dummy Award.
Woman go no’gree recoge la investigación llevada a cabo durante la residencia en Art House Foundation de Lagos (Nigeria) y de la lectura de la obra escritora feminista Oyèrónkẹ́ Oyěwùmí, Invention of Women: Making an African Sense of Western Gender Discourses, una voz descolonizadora que pone en cuestión los marcos teóricos racionales que construyen la categoría del género de manera universalista.

## Premios[7]
- 2015. Beca Carta Blanca EFTI
- 2015. La New Fair 2ª ed.
- 2016. Forum Can Basté
- 2017. Foro PHotoEspaña-Comunidad de Madrid: Hacer
- 2017. El Ranchito. Programa de residencias de Matadero Madrid-AECID. Países invitados Sudáfrica y Nigeria
- 2017. Landskrona Dummy Award (Suecia)
- 2018. Convocatoria abierta de proyectos: Bienal Miradas de Mujeres 2018
- 2018. Encontros da Imagem Discovery Award (Braga, Portugal)
- 2019. Vevey Images Photobook Dummy Award (Suiza)
- 2019. Fotofestiwal Lodz Grand Prix (Polonia)

## Obra
2015. La Picnolepsia de Tshombé, docuficción.
2019. Women go no'gree. Reúne fotografías, archivos, vídeo y una selección de literatura feminista africana.